# Nathalie (Sängerin)

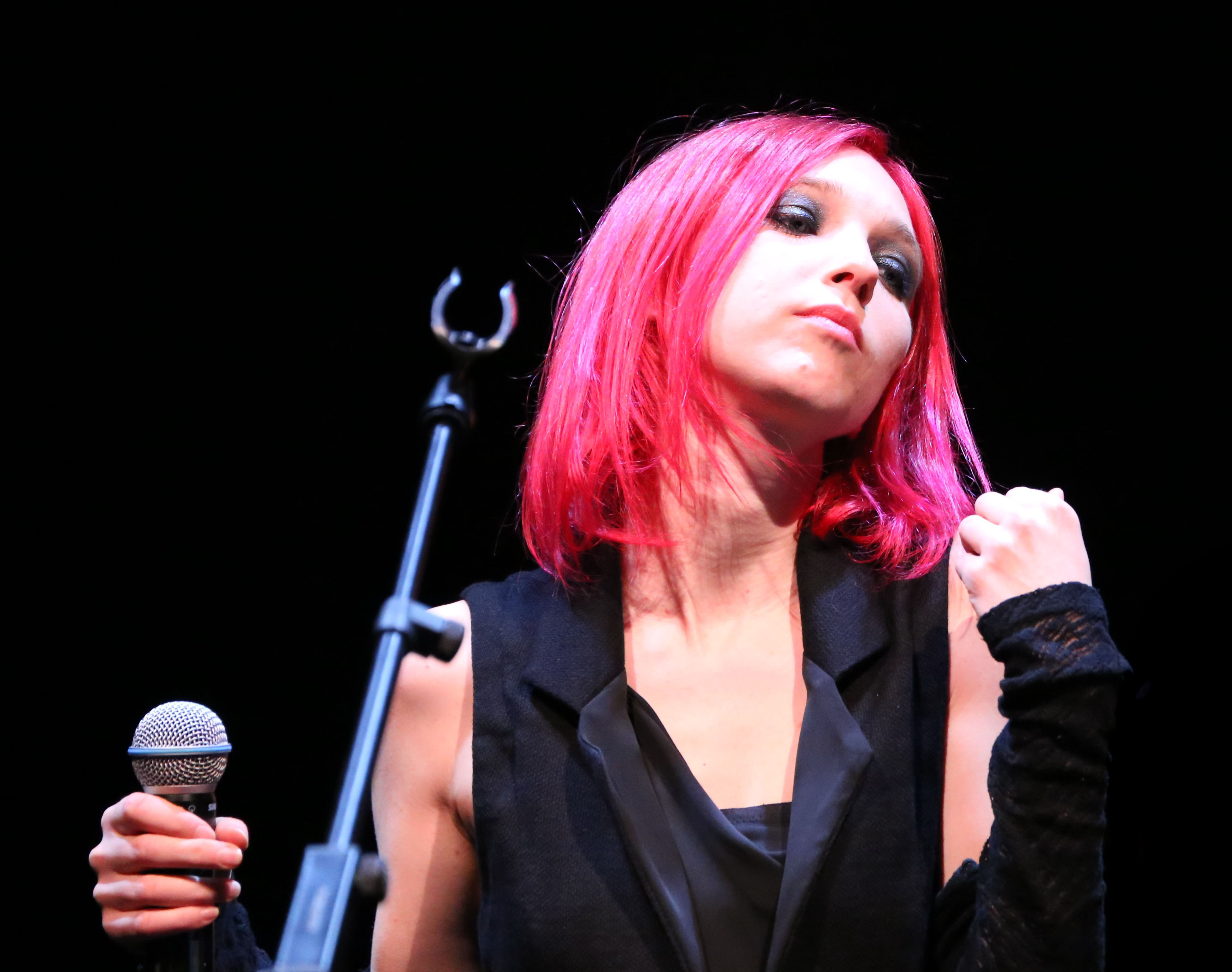
Nathalie bei einem Auftritt 2014 in Rom

Nathalie (* 16. Dezember 1979 in Rom als Natalia Beatrice Giannitrapani) ist eine italienische Popsängerin, die 2010 durch ihren Sieg bei der Castingshow X Factor bekannt wurde.

## Werdegang
Nathalie wurde als Tochter eines italienischen Vaters und einer belgischen Mutter in Rom geboren. Sie betätigte sich zunächst als Gesangslehrerin und schrieb selbst Lieder auf Italienisch, Englisch und Französisch. Daneben spielte sie auch im Improvisationstheater. Erstmals größere öffentliche Bekanntheit erzielte sie 2005 durch einen zweiten Platz beim Biella Festival und einige Fernsehauftritte. Es folgten Teilnahmen an der Sendung Demo von Rai Radio 1, wobei Nathalie 2006 den Preis der SIAE und 2009 den Lady’s Award gewann.
Im Jahr 2010 nahm die Sängerin an der vierten Staffel der Castingshow X Factor teil. Im Team von Juror Elio gewann sie als erste Frau den Bewerb. Mit ihrem Showbeitrag In punta di piedi erreichte sie im Anschluss auch die Spitze der italienischen Charts. Das Lied war auch auf der gleichnamigen EP enthalten, die wenig später erschien. Außerdem wurde Nathalie als Teilnehmerin des Sanremo-Festivals 2011 bekannt gegeben, wo sie mit Vivo sospesa im Finale den siebten Platz erreichte. Das gleichnamige Album konnte nun auch die Top 10 der Albumcharts erreichen.
Erst 2013 folgte mit Anima di vento ein neues Album.

## Diskografie
Alben und EPs

| Jahr | Titel             | Höchstplatzierung, Gesamtwochen, AuszeichnungChartsChartplatzierungen (Jahr, Titel, Platzierungen, Wochen, Auszeichnungen, Anmerkungen) | Anmerkungen |
| Jahr | Titel             | IT | Anmerkungen |
| ---- | ----------------- | --- | ----------- |
| 2010 | In punta di piedi | IT13 (12 Wo.)IT | EP          |
| 2011 | Vivo sospesa      | IT6 (13 Wo.)IT |             |
| 2013 | Anima di vento    | IT20 (2 Wo.)IT |             |

Singles

| Jahr | Titel Album         | Höchstplatzierung, Gesamtwochen, AuszeichnungChartsChartplatzierungen (Jahr, Titel, Album, Platzierungen, Wochen, Auszeichnungen, Anmerkungen) | Anmerkungen                               |
| Jahr | Titel Album         | IT | Anmerkungen                               |
| ---- | ------------------- | --- | ----------------------------------------- |
| 2010 | In punta di piedi   | IT1 (14 Wo.)IT |                                           |
| 2011 | Vivo sospesa        | IT7 (8 Wo.)IT |                                           |
| 2011 | Il mio canto libero | IT69 (2 Wo.)IT | Coverversion, Original von Lucio Battisti |

- L’alba (2006)
- Cuore calmo (2006)
- Sogno freddo (2011)
- Mucchi di gente (2011)
- Sogno d’estate (2013)
- Anima di vento (2013)
- L’orizzonte (2014)
- L’anamour (2015)

## Belege
1. ↑  Alben von Nathalie. In: Italiancharts.com. Hung Medien, abgerufen am 9. Juli 2016.
2. ↑  Guido Racca & Chartitalia: Top 100 FIMI Singoli. Lulu, 2013, S. 126.

| Personendaten    | Personendaten                                                              |
| ---------------- | -------------------------------------------------------------------------- |
| NAME             | Nathalie                                                                   |
| ALTERNATIVNAMEN  | Giannitrapani, Natalia Beatrice (wirklicher Name); Giannitrapani, Nathalie |
| KURZBESCHREIBUNG | italienische Popsängerin                                                   |
| GEBURTSDATUM     | 16. Dezember 1979                                                          |
| GEBURTSORT       | Rom                                                                        |